# Adoretus popei
Adoretus popei är en skalbaggsart som beskrevs av Frey 1970. Adoretus popei ingår i släktet Adoretus och familjen Rutelidae. Inga underarter finns listade i Catalogue of Life.